# Quo Vadis (demo)
Quo Vadis – pierwszy w karierze demo szczecińskiego zespołu muzycznego Quo Vadis. Został wydany we wrześniu 1988 roku własnym sumptem, bez udziału oficjalnego wydawcy. Został wydany wyłącznie na kasety magnetofonowe.

## Lista Utworów
Na podstawie
| Nr | Tytuł utworu         | Długość |
| -- | -------------------- | ------- |
| 1. | „Rzeźnik”            | 3:52    |
| 2. | „Los”                | 3:55    |
| 3. | „Zdrada”             | 3:34    |
| 4. | „Niewinne pytanie”   | 4:15    |
| 5. | „Jeźdźcy apokalipsy” | 4:21    |
| 6. | „Szafot”             | 4:43    |
| 7. | „Quo Vadis”          | 3:08    |
|    |                      | 27:48   |

## Twórcy
Na podstawie
- Tomasz „Skaya” Skuza – wokal, bass
- Mariusz „Bączek” Bączkiewicz – gitara
- Wojciech „Łysy” Słabicki – perkusja